# Viktor Kranjc
Viktor »Viki« Kranjc, slovenski častnik, veteran vojne za Slovenijo, * 5. november 1951, Celje ali Novo mesto ?

## Vojaška kariera
- poveljnik Centra vojaških šol Slovenske vojske (2001– 2002)
povišan v polkovnika (18. junij 1993)
- poveljnik Zahodnoštajerske pokrajine TO (4. oktober 1990–1993)

## Odlikovanja in priznanja
- zlata medalja generala Maistra (18. maj 2001)
- red Slovenske vojske (16. maj 1993)
- red generala Maistra 3. stopnje z meči (26. december 1991)
- zlata medalja Slovenske vojske (11. maj 1998)
- spominski znak Obranili domovino 1991
- spominski znak Poveljniki pokrajinskih štabov TO 1991